# Belalp
Belalp est une station de sports d'hiver située dans les Alpes, sur le territoire de la commune de Naters, en Suisse.
Le village fait partie de la zone Jungfrau-Aletsch-Bietschhorn qui a été classée le 13 décembre 2001 sur la liste du patrimoine mondial de l'UNESCO.
Le domaine skiable s'étend de 3 112 à 1 300 m, avec 24 km de pistes[réf. nécessaire].